# Mayotte-maki
A mayotte-maki (Eulemur fulvus mayottensis) a barnamaki egy alfaja a Lemuridae családban. Madagaszkáron és Mayotte-on fordul elő.
2001-ig további alfajoknak tekintették az azóta külön fajba sorolt következőket:
- Fehérhomlokú maki E. albifrons
- Szürkefejű maki E. cinereiceps
- Sárgaszakállú maki E. collaris
- Vöröshomlokú maki E. rufus
- Sanford barna makija E. sanfordi[2]

Több kutató viszont még mindig alfajnak tartja az E. albifrons és az E. rufus fajokat.

## Élőhelye
Nyugat-Madagaszkáron a Betsiboka északi partján és Kelet-Madagaszkáron a Mangoro és a Tsaratanana között található, valamint a kettőt összekapcsoló középső területeken is él.  Mayotte szigetén is előfordul, bár tudomásunk szerint ide az ember hurcolta be.

## Leírása
A mayotte-maki testhossza 84–101 centiméter, ebből 41–51 centiméter a farok. Testtömege 2 – 3 kg. Rövid, sűrű bundája barna, vagy barnásszürke. Arca és pofája sötétszürke, vagy fekete, halványabb szemöldökkel. Szeme vöröses narancssárga.
Elterjedési területén osztozik nyugaton a hamvas makival és keleten a vöröshasú makival. A hamvas maki szürkébb, és a vöröshasú maki vörösebb. A szerecsenmaki elterjedési területe Északkelet-Madagaszkáron Galoko, Manongarivo és Tsaratanana Massifs környékén átfedi a Mayotte-maki élőhelyét.  Északkeleten az elterjedési terület átfed a fehérhomlokú maki élőhelyével is, ahol a két faj keveredik is egymással.

## Táplálkozása
A mayotte-maki étrendje főként gyümölcsöket, fiatal leveleket és virágokat tartalmaz.  Egyes helyeken gerincteleneket is fogyaszt, mint kabócákat, pókokat és ezerlábúakat. Eszik kérget, rügyeket, földet és vörös agyagot is. A többi félmajomnál jobban bírja a növényi mérgeket.

## Viselkedése
Sok különböző erdőtípusban van jelen, megtalálható síkvidéki esőerdőkben, hegyi esőerdőkben, más örökzöld erdőkben és lombhullató erdőkben. Idejük 95%-át a lombok között töltik, és 2%-nál kevesebbet a földön.
Öt-tizenkét tagú csoportokban élnek. Ez nagyobb is lehet, különösen Mayonette szigetén. A csoportok területe 1-9 hektár nyugaton, és 20 hektár keleten.  A csoportok mindkét nemet és a kölyköket is magukba foglalják, minden látható hierarchia nélkül.
Elsődlegesen nappal aktívak, de néha éjszaka is tevékenykednek, különösen teliholdkor vagy a száraz évszakban.
Elterjedési területe nyugaton átfed a hamvas makival, és a két faj néha együtt folytatja útját. Ezeken a területeken úgy alakítják az életmódjukat, hogy elkerüljék a konfliktusokat. Például a száraz évszakban a hamvas maki áttér az éjszakai életmódra.
Dél-Madagaszkáron, Berenty környékén él egy betelepített hibrid E. fulvus rufus x collaris populáció.  Lineáris rangsort, és matriarchális berendezkedést találtak közöttük. Jellemző a kiengesztelő viselkedés is az agresszió után.  A rangsorban feljebb álló egyedeknél alacsonyabb a stressz szintje, és a kiengesztelődés segít csökkenteni a stresszt az alacsonyabb rangú egyedekben.

## Szaporodása
Párzási ideje május-június. A 120 napos vemhesség után a kölykök szeptemberben-októberben születnek. Többnyire egyszerre csak egy kölyök születik, de beszámoltak ikerszülésekről is. A kölyköket az anya 4-5 hónapos korában választja el. Az ivarérettséget 18 hónaposan érik el. A nőstények 2 évesen szülnek először. Élettartamuk legalább 30 év.